# Jacques Henri Lartigue

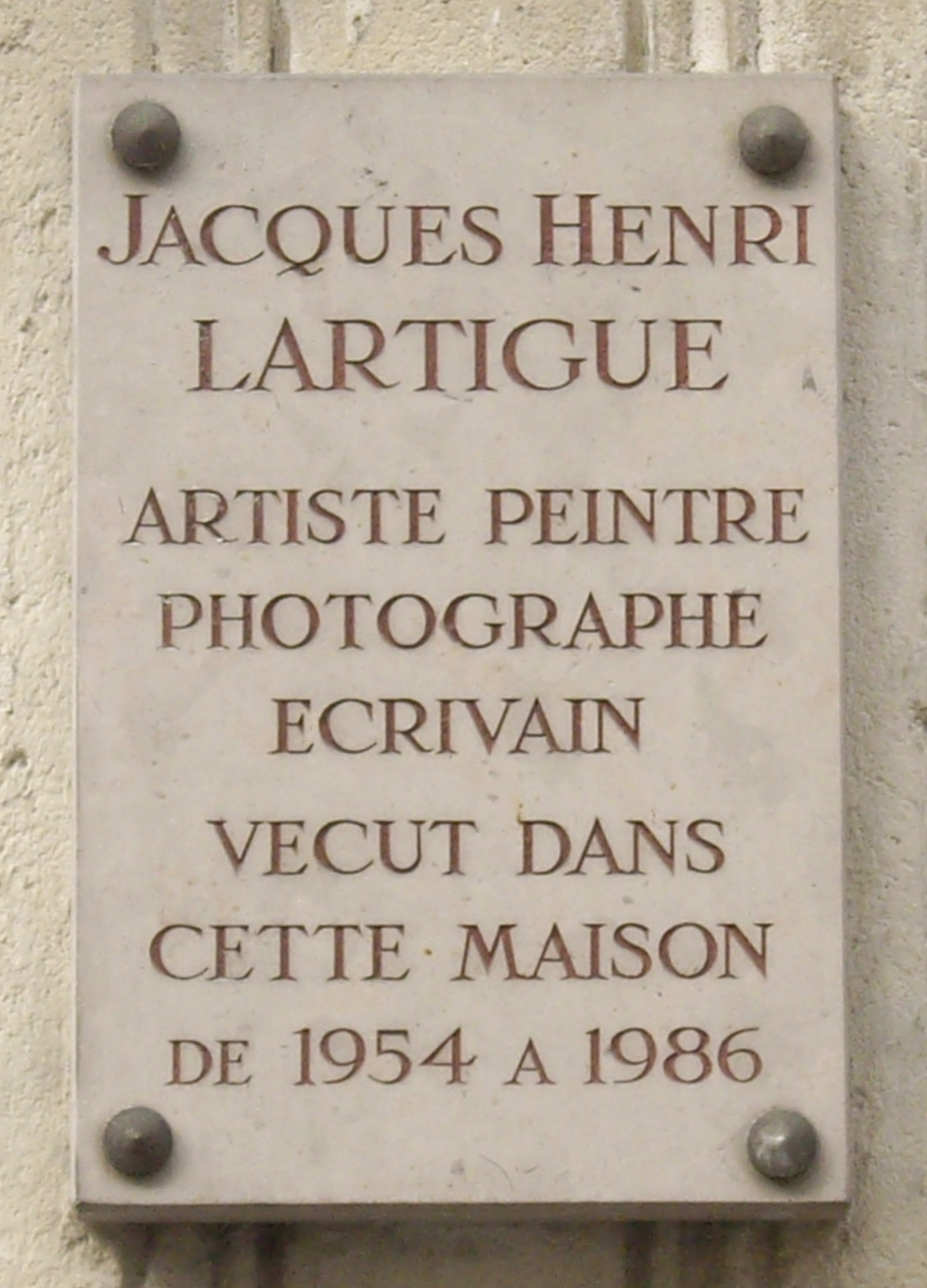
Pamětní deska na 102 rue de Lonchamp v Paříži

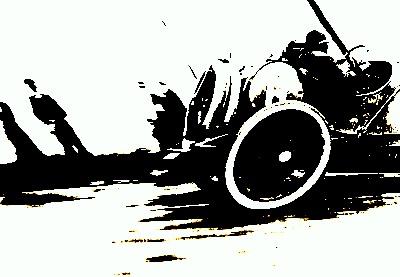
Jacques-Henri Lartigue: Automobil Delage na Grand Prix ACF, 1912; pohybové zkreslení bylo způsobenou štěrbinovou závěrkou

Jacques Henri Lartigue (13. června 1894 Courbevoie – 12. září 1986 Nice) byl francouzský fotograf a malíř. Proslavil se vynikajícími fotografiemi automobilových závodů, letadel a moderních pařížských žen z přelomu století. Ačkoliv jeho profesí bylo malířství, fotografoval po celý svůj život a stal se celosvětově známým a uznávaným fotografem.

## Biografie - chronologie
Narodil se 13. června 1894 v Courbevoie nedaleko Paříže rodičům Marii Haguetové a Henri Lartiguovi, měl ještě staršího bratra narozeného 2. srpna 1880. Jejich rodina patřila k nejbohatším ve Francii. Jako šestiletý fotoaparátem svého otce pořídil svoji první fotografii. Začal si zaznamenávat své myšlenky a dojmy na kousky papíru a vznikl tak začátek jeho celoživotního deníku. O dva roky později dostal od otce první fotoaparát: model o formátu 13 x 18 cm. Malý Jaques začal fotografovat vlastním fotoaparátem a také lepit obrázky do alb. Jejich obsah později přeorganizoval a nakonec vzniklo 130 těchto alb. Fotoaparáty, které dostával od svého otce, byly stále složitější, lehčí a také se lépe držely v rukou (píše se rok 1904). S nimi už mohl snímat cokoliv, i v pohybu. Mohl vytvářet třídimenzionální efekty použitím stereoskopického fotoaparátu (do roku 1928 pořídil kolem 5000 stereoskopických snímků). Naučil se používat vícenásobnou expozici.
Po roce 1900 koupil Henri Lartigue sídlo Château de Rouzat blízko Puy-de-Dôme, což bylo ideální prostředí pro hry a nápady jeho dvou synů. 1907 fascinovaní letadly, Jaques a jeho bratr podnikali časté výlety na letiště. Stávali se tak svědky zkušebních letů prvních letadel. O rok později Jaques získal členskou kartu klubu Ligue Aérienne, do kterého patřili všichni tehdejší piloti a mohl tak fotografovat první letce jako byli Roland Garros, Hubert Latham, Paulhan, Lefevre, Farman a Louis Blériot. Během procházek v roce 1911 v Bois de Boulogne fotografoval Lartigue moderní „elegány“. Prodal svoji první fotografii novinám La Vie au Grand Air. Další rok si Lartigue pořídil nový stereoskopický aparát – skládací Nettel 6x13, kterým mohl snímat také panoramatické záběry.
Jeho otec mu daroval filmovou kameru Pathé. Následující rok prodal svoje první sportovní záběry do filmového týdeníku. V lednu 1914 v Chamonix pořídil filmový záznam a také fotografie bratra Ferdinanda de Lesseps na jeho sáních poháněných vrtulí. Dne 3. srpna téhož roku Německo vyhlásilo válku Francii. Jacques Lartigue nebyl odveden do armády ze zdravotních důvodů. V roce 1915 se rozhodl stát malířem a navštěvoval Académii Jullian. Fotografoval Suzanne Lenglen, 14letou tenisovou šampionku.
V roce 1916 dobrovolně nabídl svoje závodní auto (Pic-Pic 16HP) armádním lékařům v Pařížské nemocnici. O rok později, 19. května 1917 poznal Madeleine Messager, které říkal "Bibi". Dne 11. listopadu 1918 bylo podepsáno příměří. Mnoho přátel Lartigueovy rodiny se stalo obětí epidemie španělské chřipky. Těsně před vánočními svátky 17. prosince 1919 si Jaques Lartigue vzal za manželku Madeleine Messager.
V roce 1921 jeho otec koupil automobil Hispano-Suiza 32 HP, který Lartigue mnohokrát použil na cesty kolem Francie. Věnoval stále více času malování: jeho oblíbenými tématy byly kytice, zahrady a portréty. 23. srpna se narodil jeho syn Dani. V roce 1922 Lartigue vystavoval v Galerii Georges Petit a na několika pařížských salónech. To byl začátek jeho kariéry malíře. Poznává malíře Kees van Dongena. V tomto čase se také seznámil s Maurice Chevalierem a filmovým režisérem Abel Gancem, který navrhl, aby spolupracovali. Do tohoto období spadá také začátek přátelství s dvěma hvězdami jeviště, Sachou Guitrym a Yvonne Printempsovou.
Jejich druhé dítě, dcera Véronique, se narodila v roce 1924. Yvonne Printeps a Sacha Guitry se stali kmotry, miminko však žilo pouze několik měsíců.
V březnu 1930 Jacques Lartigue potkal Renée Perle, modelku rumunského původu, která se na dva roky stala jeho společnicí a oblíbeným objektem jeho maleb a fotografií. Znovu vystavoval v Galerii Georges Petit a na podzimním salónu. Roku 1932 si Alexis Granowsky najal Jacquese jako asistenta režie jeho nového filmu Les Aventures du Roi Pausole, napsaného podle románu Pierre Louys. V podstatě se stal hledačem talentů a míst. Vybíral herečky, které budou hrát filmových 150 „královen“ a hledal parky a vily, kde by mohla být pořízena většina záběrů.
Dne 12. března 1934 vstoupil do manželství s Marcelle Paolucciovou, neboli „Coco“, jak byla nazývána. Její otec byl hlavním elektrotechnikem v kasínech v Cannes a Deauville. V té době získal Lartigue reputaci jako malíř – na živobytí vydělával svým uměním. Stejně jako Van Dongen a Picabia, nabízel svoje služby jako aranžér interiérů: pracoval na slavnostech v kasínu v Cannes. Dosáhl obrovský úspěch svojí výstavou portrétů (Van Dongen, Sacha Guitry, Marlene Dietrich, Georges Carpentier a Joan Crawford) v Galerii Jouvene v Marseille.
Dne 12. ledna 1942 v Monte Carlo poznal Florette Orméaovou. Dne 3. října 1943 byli Jacques a Florette u toho, když nacisté zatýkali Tristana Bernarda a jeho rodinu během útoku na Hotel Windsor v Cannes. Během osvobození Paříže v roce 1944 i po něm Lartigue pořídil stovky snímků. Několik měsíců po válce si Florette Orméaovou vzal za manželku. Pár trávil svůj čas střídavě v Paříži a v Piscopu ve Val-d'Oise.
V září 1946 se Lartigue zúčastnil prvního mezinárodního filmového festivalu v Cannes, původně plánovaném na rok 1939. Jako stálý návštěvník filmových studií se stal pevnou součástí této události. V roce 1950 získal Rolleiflex formátu 6x6 a začal pořizovat barevné záběry – mnoho fotografií prodával tisku.
V roce 1953 jako host André Dubonneta na Cap d'Antibes poznal mladého, málo známého amerického senátora Johna F. Kennedyho. O deset let později otiskl časopis Life magazine o Jacquesovi první důležitý článek jako o fotografovi a shodou okolností to bylo číslo věnované atentátu na JFK.
V roce 1954 se Lartigue stal místopředsedou nadace společnosti Gens d'Images. Albert Plécy publikoval Lartigueovy fotografie v Point de vue et Images du Monde. O rok později Gens d'Images zorganizoval výstavu fotografií v Galerie d'Orsay v Paříži, kde byly představeny práce Brassaie, Doisneaua, Man Raye a Lartigua.
V roce 1957 Jacques s Florettou odcestoval do Havany na výstavu jeho maleb. Fidel Castro a jeho guerrillas začali svoje tažení v Sierra Maestra. Jacques byl nucen opustit svoje plátna, když odjel do Mexika a New Orleans.
V roce 1960 Jacques koupil dům v Opio, nedaleko Grasse a odstěhoval se do něj.
V roce 1962 v New Yorku ukázal svoje fotografie ze začátku 20. století Charlesi Radovi z agentury Rapho a Johnovi Szarkowskimu, řediteli oddělení fotografie v Museum of Modern Art. O rok později se uskutečnila se výstava v Museum of Modern Art v New Yorku, nazvaná Fotografie Jacques Henri Lartiguea. Časopis Life zveřejnil jeho portfolio, čímž získal pověst vynikajícího fotografa.
V roce 1966 odcestoval zpátky do New Yorku. Vydal své „rodinné album“. Spřátelil se s fotografy Hiroem a Richardem Avendonem, který mu o několik let později pomohl vydat Deník století. Díky této knize se zvýšil obecný zájem o Lartigueovy fotografie pořízené po roce 1930. Francouzská edice Instants de ma vie vyšla v roce 1973.
V roce 1971 Lartigue se v Londýně seznámil s Davidem Hockneym a Cecilem Beatonem. Lartigueovy fotografie z roku 1911 se staly inspirací pro Beatonovy návrhy kostýmů pro film My Fair Lady.
Dne 26. srpna 1974 byl Jacques Henri Lartigue jmenován oficiálním fotografem francouzského prezidenta Valéry Giscard d'Estainga.
V roce 1975 se uskutečnila první francouzská retrospektivní výstava Lartigueova díla v Musée des arts décoratifs v Paříži: Lartigue 8x80. Jacques fotografoval pro módní časopisy. Fotografoval také během natáčení filmu Adéle H od Francoise Truffauta s Isabellou Adjani.
Dne 26. června 1979 Lartigue postoupil celou svoji fotografickou produkci francouzskému státu.
Nadace se proslavila výstavou Dobrý den pane Lartigue (1980) v Galeries Nationales v Grand Palais v Paříži. Ta pak putovala na světové turné. V roce 1981 bylo otevřeno muzeum Jacques Henri Lartiguea v Grand Palais v Paříži. Lartigue dále fotografoval pro časopisy a také se věnoval osobním tématům: portrétům, krajinám, květinám a zahradám… V roce 1982 oslavil 80. výročí pořízení své první fotografie v roce 1902.
Jacques Henri Lartigue zemřel 12. září 1986 v Nice. Bylo mu 92 let.

## Dílo
Fotografovat začal jako 6letý, a to především svůj vlastní život a osoby v něm. V dětství byly objekty jeho fotografií hlavně přátelé a rodina při hrách – jako skáčou, běhají, staví papírové draky, plachetnice a letadla, lezou na Eiffelovu věž a podobně.
Také fotografoval velmi známé sportovní události, například automobilové závody Coupe Gordon Bennett a francouzské Grand Prix, první lety pionýrů létání jako Gabriel Voisin, Louis Blériot a Roland Garros nebo tenisové hráče jako Suzanne Lenglen na tenisovém šampionátu French Open.
Jako nevyčerpatelně zvědavý amatér vyzkoušel všechny dostupné techniky. Mnoho z jeho prvních a nejznámějších fotografií bylo nasnímáno jako stereofotografie. Vytvořil obrovský počet obrázků ve všech formátech a na všechna média včetně skleněných desek v různých velikostech a samozřejmě na filmy rozměrů 2 a 1/2 palce a 35 mm.
Neúnavně zaznamenával prchavé okamžiky a metodicky uspořádával svých několik tisíc obrázků do velkého alba. Později sbírka dosáhla objemu asi 130 obrovských fotoalb, které tvořily nejskvělejší vizuální autobiografii, jaká kdy vznikla.
Zatímco v mládí prodal pár fotografií, hlavně do sportovních časopisů jako La Vie au Grand Air, ve středním věku se soustředil na malování a to se stalo jeho profesí.
Až ve věku 69 let jeho chlapecké fotografie šťastnou náhodou objevil Charles Rado z agentury Rapho, který představil Lartiguea Johnovi Szarkowskému, kurátorovi Museum of Modern Art v New Yorku. Ten obratem uspořádal výstavu jeho prací v muzeu. Následně, v roce 1963, byly fotografie vydané v časopisu Life, shodou okolností v čísle, které připomínalo smrt Johna Kennedyho, čímž jeho obrázkům byla zajištěna ta nejširší publicita. V této době si přidal první jméno svého otce ke svému vlastnímu příjmení a stal se tak z něj Jacques Henri Lartigue.
Celosvětový věhlas přišel o tři roky později s jeho první knihou The Family Album (Rodinné album), následovanou Diary of a Century (Deník století), vydanou v roce 1970 ve spolupráci s Richardem Avedonem. Od té doby se staly jeho fotografie významnou částí mnoha knih a výstav.
Ve své rodné Francii se stal slavným, když byl v roce 1974 pověřen nafotografovat oficiální fotografii nově zvoleného prezidenta Francie Valéry Giscard d'Estainga. Výsledkem byla jednoduchý snímek prezidenta s národní vlajkou jako pozadím, kterou pořídil bez použití světelných pomůcek. Byl odměněn svojí první francouzskou retrospektivní výstavou v Musée des arts décoratifs následující rok.
Lartigue pokračoval ve fotografování po celou dobu posledních 30 let svého života a nakonec tak dosáhl komerčního úspěchu. Díky své popularitě dodával fotografie pro módní časopisy do konce svého života.
Ačkoliv byl velmi známý jako fotograf, Lartigue byl schopným, pokud ne přímo velmi nadaným malířem, který od roku 1922 vystavoval na oficiálních salónech v Paříži a v jižní Francii.

## Výstavy

### Výstavy uvedené před vznikem nadace
- 1955 – Galerie d'Orsay. První uvedení fotografií Jacques Henri Lartiguea.
- 1963 – Fotografie Jacques Henri Lartiguea - První výstava věnovaná Jacques Henri Lartigueovi v Museum of Modern Art v New Yorku.
- 1975 – Lartigue 8 x 80 - Výstava uvedená v Musée des arts décoratifs, první velká retrospektivní výstava Jacques Henri Lartiguea ve Francii.

### Výstavy organizované nadací
- 1980 – Bonjour monsieur Lartigue (Dobrý den pane Lartigue) - Galeries nationales du Grand Palais v Paříži.
- 1981 – Vingt années de découverte à travers l'oeuvre de Jacques Henri Lartigue (Dvacet let objevů v díle Jacques Henri Lartiguea); Zahájení stálé výstavy v Grand Palais des Champs-Elysées (avenue Winston Churchill).
- 1981 – Sacha Guitry a Yvonne Printemps; Výstava uvedena v Grand Palais des Champs-Elysées, Paříž.
- 1981 – Paysages (Krajiny); Výstava uvedena v Grand Palais des Champs-Elysées, Paříž.
- 1982 – Bonjour Monsieur Lartigue (Dobrý den pane Lartigue). První výstava v International Center of Photography, New York.
- 1983 – Femmes de mes autrefois et de maintenant (Ženy minulosti a přítomnosti). Výstava v Grand Palais des Champs-Elysées, Paříž.
- 1986 – Le troisième oeil de Jacques Henri Lartigue (Třetí oko Jacques Henri Lartiguea). Výstava Grand Palais des Champs-Elysées, Paříž.
- 1987 – Le bonheur du jour 1902-1936 (Životní štěstí, 1902-1936); Výstava uvedena v Théâtre Valli v Reggio-Emilia u příležitosti uvedení opery "Il cappello di paglia di Firenze".
- 1988 – Moi et les autres (Já a ostatní); Výstava v Grand Palais des Champs-Elysées, Paříž.
- 1989 – Les envols de Jacques Henri Lartigue (Rozlety Jacques Henri Lartiguea); Výstava v Grand Palais des Champs-Elysées, Paříž.
- 1990 – Rivages (Břehy); Výstava v Grand Palais des Champs-Elysées, Paříž.
- 1990 – Volare (Létání); Výstava uvedena v Galerie Eralov v Římě (Itálie).
- 1990 – Jacques Henri Lartigue à l'école du jeu (Jacques Henri Lartigue ve škole zábavy); Výstava uvedena v Grand Palais des Champs-Elysées, Paříž.
- 1991-1992 – Jacques Henri Lartigue; První výstava ve Španělsku : Tarazona, Valencie, Logrono, Pamplona, Gijon, Bilbao, Huesca
- 1993 – En route monsieur Lartigue; Výstava v Grand Palais des Champs Elysées, Paříž.
- 1994 – Souvenirs de mon bonheur (Vzpomínky na mé štěstí); Galleria Art Hall, Soul (Jižní Korea).
- 1994 – Lartigue centenary (Lartigueovo sté výročí); Výstava vybrané kolekce, The Photographers' Gallery, Londýn
- 1994 – Lartigue a cent ans (Lartigueovi je sto let); Výstava uvedená v Arles (Rencontres Internationales de la Photographie). Espace Electra, Fondation Electricité de France, Paříž.
- 1995 – Rétrospective d'un amateur de génie (Retrospektiva geniálního amatéra); První výstava v Bunkamura Museum of Art – Shibuya, Tokio (Japonsko).
- 1997 – La côte d’azur de Jacques Henri Lartigue; Výstava v Hôtel de Sully (Paříž).
- 2002 – Jacques Henri Lartigue au Pays Basque (Jacques Henri Lartigue v zemi Basků); Výstava Casino Bellevue, Biarritz.
- 2003 – Lartigue en hiver (Lartigue v zimě); Výstava v Musée Alpin, Chamonix.
- 2003 – Lartigue, l'album d'une vie (Lartigue, památník jednoho života); Výstava v Centre Georges Pompidou (Paříž).